# The Botanist
The Botanist (abreviado Botanist) es un libro con ilustraciones y descripciones botánicas que fue escrito por el farmacéutico, botánico, químico, encuadernador, impresor, librero inglés, miembro de la Sociedad linneana de Londres Benjamin Maund.  Fue publicado en Londres en 5 volúmenes en los años 1836 a 1842 con el nombre de Botanist, The; Containing Accurately Coloured Figures, of Tender and Hardy Ornamental Plants; with descriptions, scientific and popular;...

## Publicación
- Volumen n.º 1, 1836-1837;
- Volumen n.º 2, 1838;
- Volumen n.º 3, 1839;
- Volumen n.º 4, 1840;
- Volumen n.º 5, 1841 (except pl. 201-203 issued in¹1842)